# Abalak
Abalak este un oraș din Niger.